# Alitalia
Alitalia var Italiens största nationella flygbolag. Bolaget har i många år varit olönsamt och har stora skulder. 
Alitalia har nu gått samman med Air One efter omfattande arbete av Italiens regering. 

## Historia
Fram till andra världskriget var Ala Littoria Italiens nationella flygbolag. Efter kriget tog Alitalia över denna roll. Namnet kommer från italienskans ala (plural ali) som betyder vingar på italienska, namnet betyder således Italiens vingar. 1946 bildades Linee Aeree Italiane (LAI) som statligt flygbolag för inrikesflygningar och för internationellt flyg Aerolinee Italiane Internazionali som kallades Alitalia. I slutet av 1950-talet övertog Alitalia LAI:s verksamhet. Den 14 oktober 2021 klockan 23:10 landade den sista flighten i Alitalias historia. Flighten var AZ 1586 från Cagliari till Rom-Fiumicinos flygplats i Rom. Som efterföljare till Alitalia kommer Italia Trasporto Aereo, även känt som ITA Airways, ta vid, men med lägre ambitioner.

## Flotta

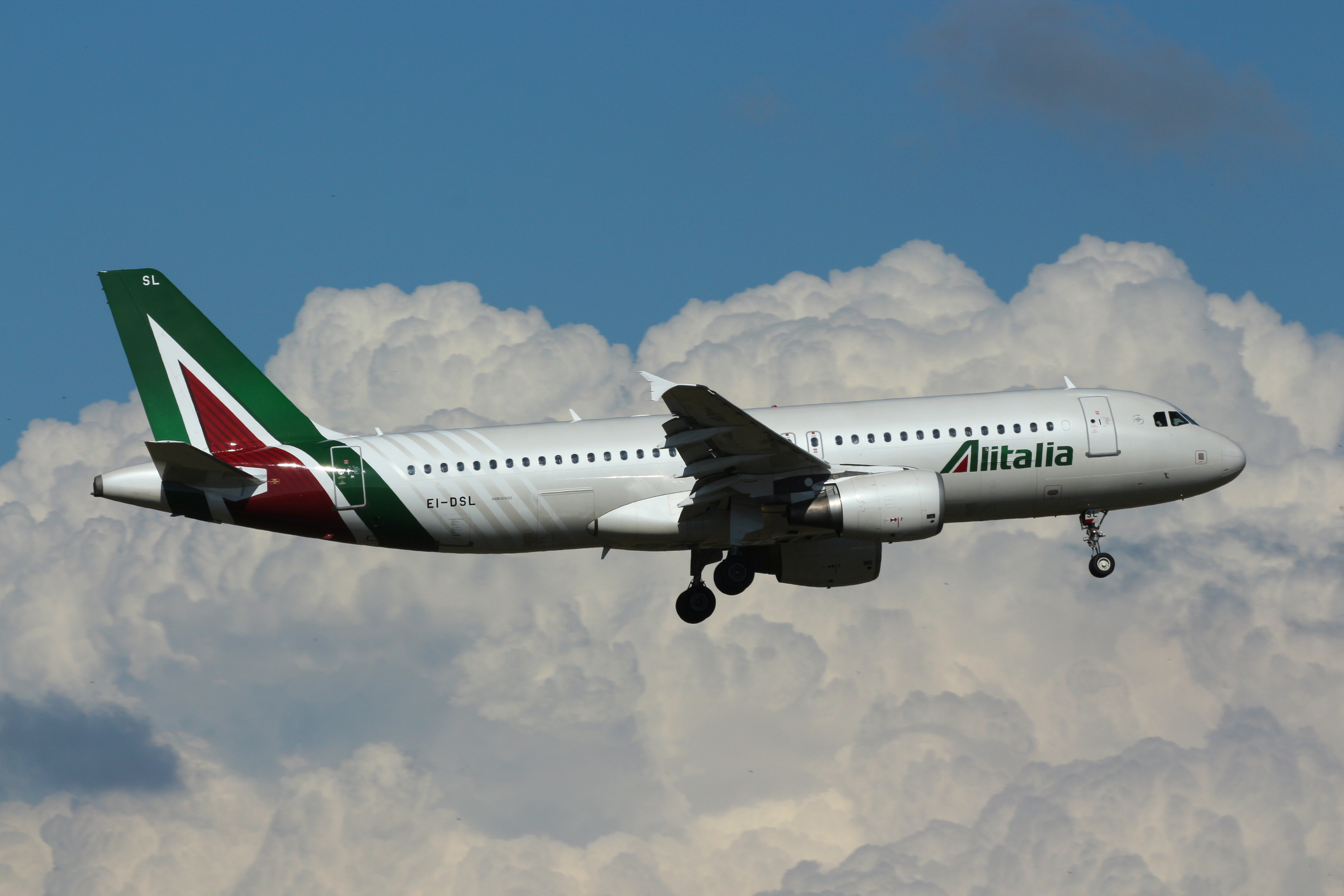
Airbus A320-200

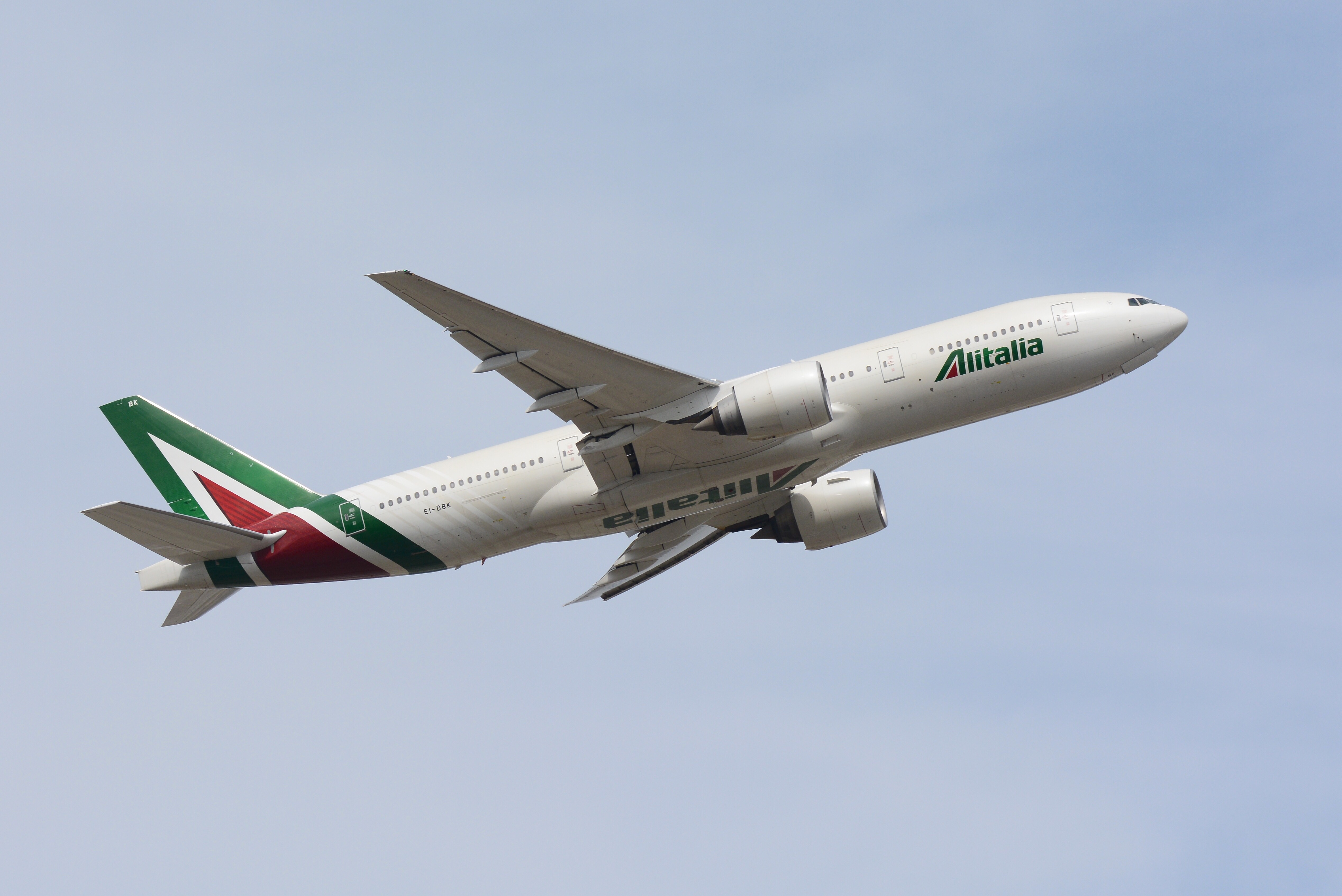
Boeing 777-200ER

Flygplanstyper Alitalia använt sig av är bland annat (* = i tjänst 2013): 

- Airbus A300
- Airbus A319 *
- Airbus A320 *
- Airbus A321 *
- Airbus A330 *
- ATR 72
- Avro Lancastrian
- Boeing 727
- Boeing 747
- Boeing 767
- Boeing 777 *
- Caravelle
- Convair 240
- Convair 340 Metropolitan
- Convair 440 Metropolitan
- Curtiss C-46 Commando
- Douglas DC-3/C-47
- Douglas DC-4
- Douglas DC-6
- Douglas DC-7
- Douglas DC-8
- Douglas DC-9/MD-80
- Douglas DC-10
- Embraer 145
- Embraer 170
- McDonnell Douglas MD-11
- Vickers Viscount